# Agathosma stilbeoides
Agathosma stilbeoides är en vinruteväxtart som beskrevs av Dümmer. Agathosma stilbeoides ingår i släktet Agathosma och familjen vinruteväxter. Inga underarter finns listade i Catalogue of Life.